# Pure Storage
Pure Storage ist eine US-amerikanische Aktiengesellschaft mit Sitz in Mountain View, Kalifornien. Das Unternehmen entwickelt Hardware- und Softwareprodukte für Flash-Datenspeicher. Pure Storage wurde 2009 gegründet und entwickelte seine Produkte bis 2011, ohne Produktankündigungen oder Themen für die Presse freizugeben. Danach wuchs der Umsatz des Unternehmens um etwa 50 % pro Quartal und beschaffte Risikokapital in Höhe von mehr als 470 Mio. USD, bevor es 2015 an die Börse ging. Zunächst entwickelte Pure Storage die Software für Speichercontroller und verwendete generische Flash-Speicherhardware. Pure Storage hat die Entwicklung erster eigener Flash-Speicherhardware im Jahr 2015 abgeschlossen. Außerdem wurden Produkte speziell für die Verwendung mit Software für künstliche Intelligenz entwickelt. Pure Storage hatte im Q1 des Haushaltsjahres 2020 einen Umsatz von 326,7 Millionen US-Dollar.